# 摩泽尔葡萄酒产区

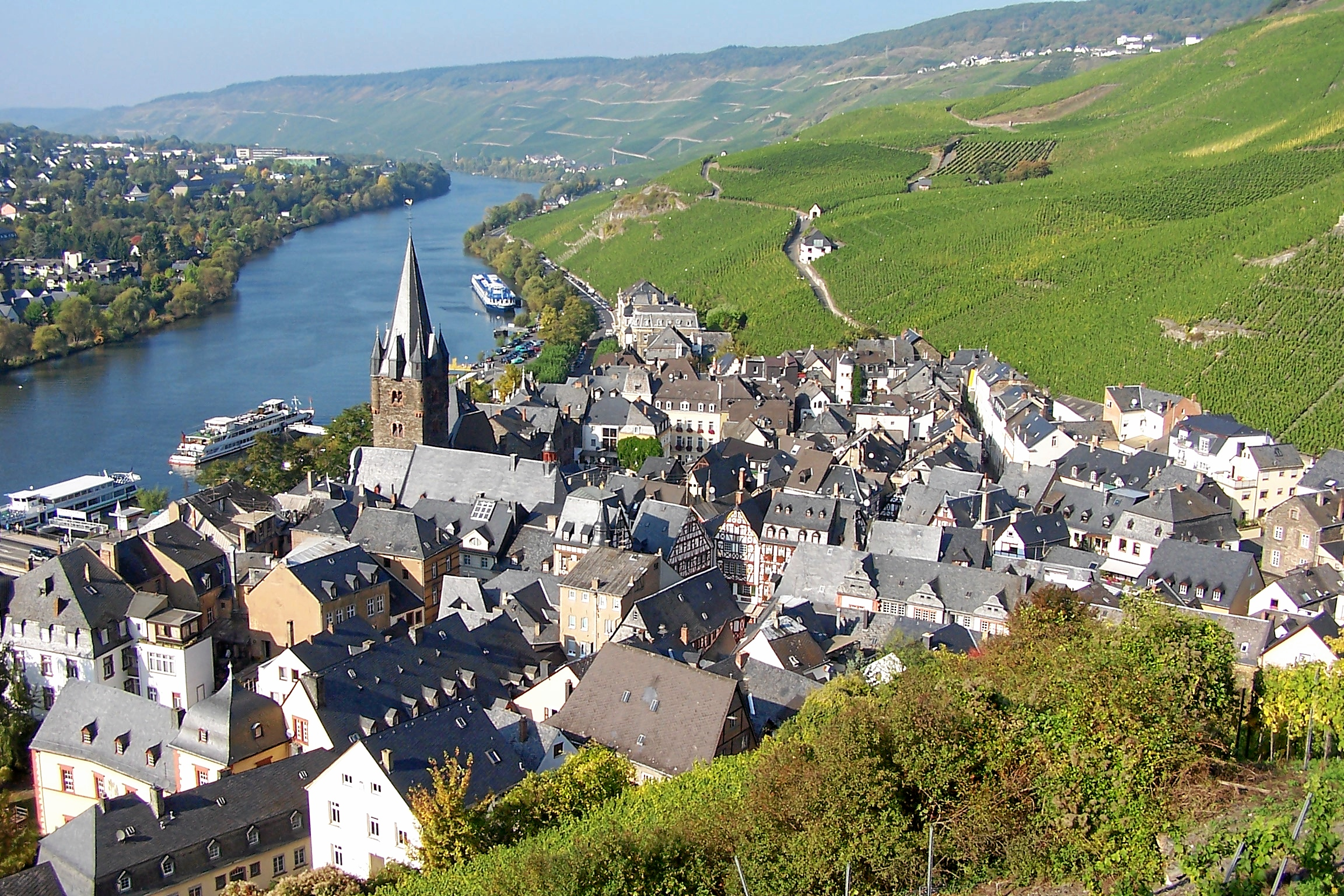
摩泽尔著名产酒小镇贝恩卡斯特尔-库斯

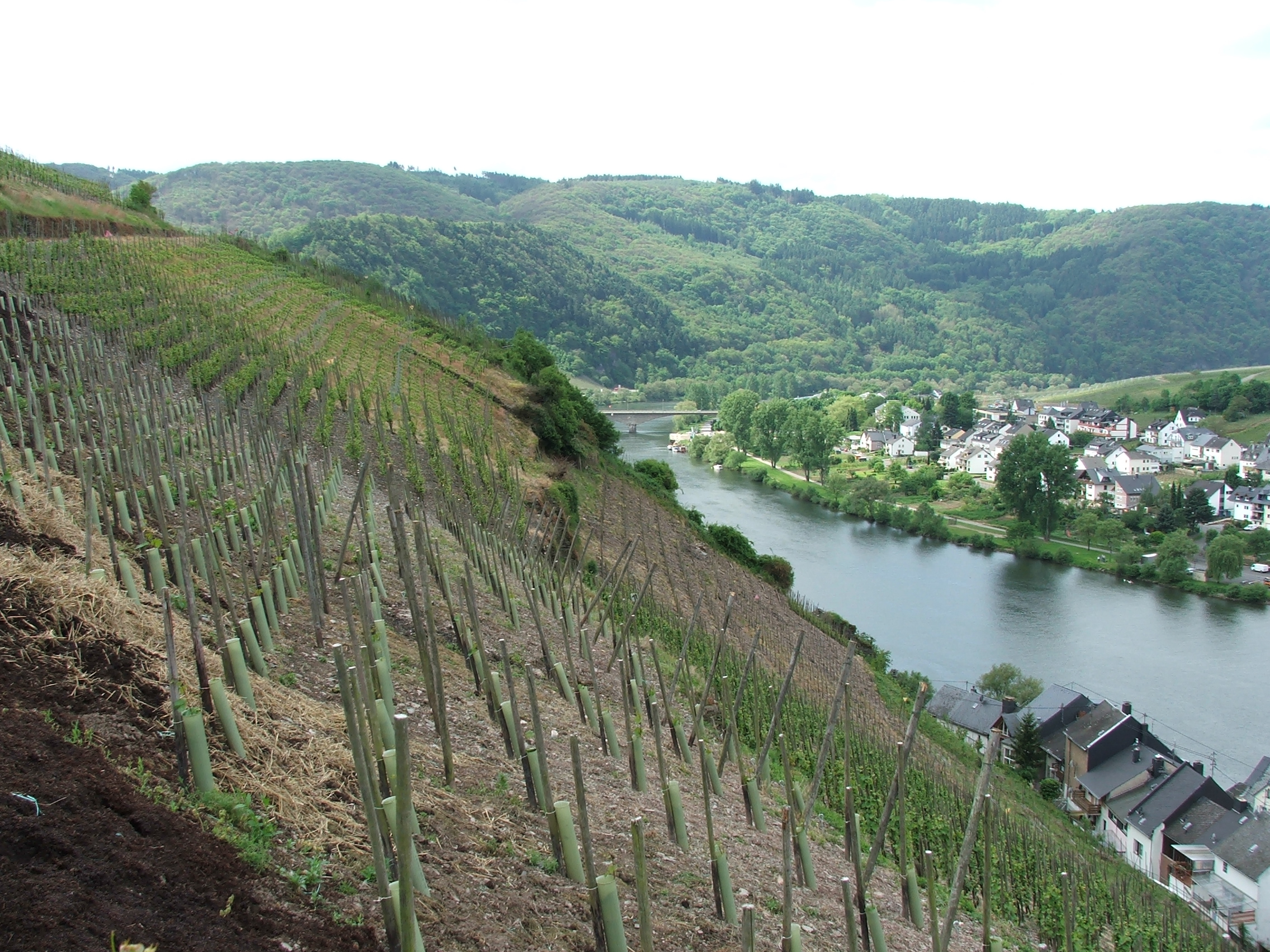
采尔的葡萄园

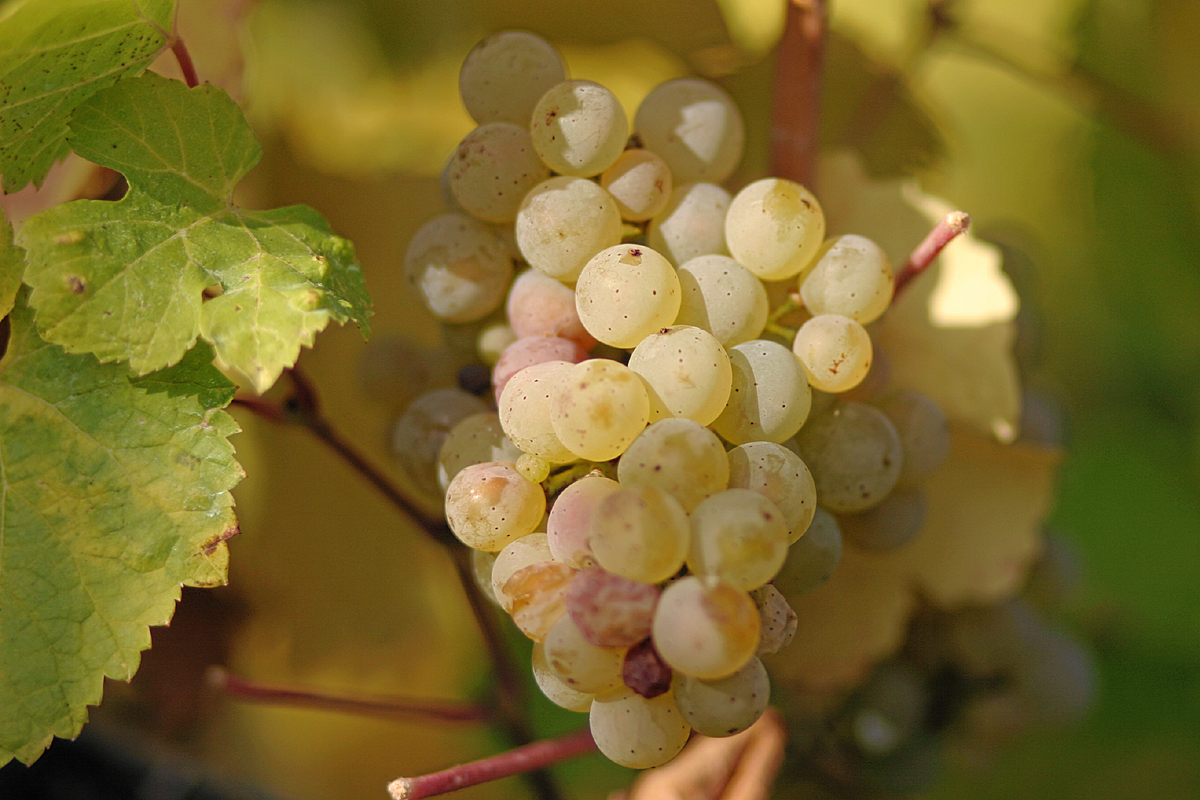
雷司令葡萄

摩泽尔葡萄酒产区，2007年以前称作摩泽尔-萨尔-鲁沃葡萄酒产区，是指德国西南部莱茵兰-普法尔茨州与萨尔州境内的摩泽尔河谷以及摩泽尔河支流萨尔河与鲁沃河的河谷中，专门出产特定地区优质酒（QbA）的产酒区。
这一地区的城镇主要有萨尔堡、孔茨、特里尔、施韦希、贝恩卡斯特尔-库斯、特拉本-特拉巴赫、采尔、科赫姆和科布倫茨。

## 概述
这个地区拥有：
- 德国最古老的罗马城市，特里尔；
- 德国最古老的葡萄种植区诺伊马根，曾在此出土过文物诺伊马根运酒船；
- 阿尔卑斯山以北最古老的磨坊、梅特斯多夫的卡尔斯米勒（Karlsmühle）。

这个地区的陡坡葡萄种植区是世界上最大的。同时它的雷司令葡萄种植区也以5000公顷的种植面积排在世界第一位。世界上最陡峭的葡萄园是这个地区的布雷默卡尔蒙特葡萄园（Bremmer Calmont），它的倾斜度高达65度。这里最主要的葡萄种植方式还是单棵式种植法，也称作摩泽尔种植法，不过正在慢慢的被采用钢丝的现代种植所取代。1967年，这里成立了摩泽尔-萨尔-鲁沃葡萄酒互助会。
摩泽尔-萨尔-鲁沃的叫法第一次出现是在1909年的德国葡萄酒法中，而出现在酒标上则是从1936年开始。德国联邦内阁于2006年8月9日在柏林修改德国葡萄酒法，规定2007年开始摩泽尔-萨尔-鲁沃葡萄酒产区改称为摩泽尔葡萄酒产区，以利于摩泽尔葡萄酒品牌的国际化。
这里的贝恩卡斯特尔的道科特葡萄园是德国价格最昂贵的一片农田，这里的每棵葡萄藤所占面积需要的租金每年将近7欧元。

## 葡萄种植园
这里的葡萄种植园共分为6个种植区，包括了19个大种植园和524个独立种植园。125个产酒地的5258个葡萄种植户在摩泽尔-萨尔-鲁沃地区种植了9086公顷酿酒用葡萄，大约每年生产8千5百万公升葡萄酒（其中有7百万公升红酒）。有40%的葡萄田属于在坡度从30%到超过60%的陡峭河岸上的陡坡葡萄种植区。
这些种植区和所包含的大种植园包括：
- 采尔/摩泽尔种植区 (摩泽尔河从科布伦茨到采尔段，1469公顷)
  - Weinhex (Winningen)
  - Goldbäumchen (Bruttig)
  - Rosenhang (Briedern, Bruttig-Fankel, Cochem, Senheim, Valwig)
  - Grafschaft (Zell)
  - Schwarze Katz (Zell)

- 伯恩卡斯特种植区 (摩泽尔河从布里德尔到特里尔段，5904公顷)
  - Vom heißen Stein (Reil)
  - Schwarzlay (Ürzig)
  - Nacktarsch (Kröv)
  - Münzlay (Graach an der Mosel, Bernkastel-Kues, Zeltingen)
  - Badstube (Bernkastel-Kues)
  - Beerenlay (Lieser)
  - Kurfürstlay (Bernkastel-Kues, Brauneberg)
  - Michelsberg (Piesport)
  - St. Michael (Detzem, Klüsserath, Leiwen, Thörnich)
  - Probstberg (Longuich)
  - Römerlay (Trier)

- 鲁沃河谷种植区 (鲁沃河从瓦尔德拉赫到特里尔-鲁沃，191公顷)

- 萨尔种植区 (萨尔河从瑟丽希到孔茨，735公顷)

- 上摩泽尔种植区 (摩泽尔河从伊格尔到帕岑，700公顷)
  - Königsberg (Mesenich)
  - Gipfel (Nittel)

- 摩泽尔门种植区(萨尔州的摩泽尔地区，111公顷)
  - Schloss Bübinger (Perl)

## 种植葡萄品种
种植葡萄品种及其所占比例：
- 雷司令 (58%)
- 米勒-图高(Müller-Thurgau) (15%)
- 埃尔布灵（德语：Elbling）() (7%)
- 凯纳（德语：Kerner (Rebsorte)）() (5%)
- 黑比诺 (4%)
- 丹菲特 (3,9%)
- 白比诺 (2,3%)
- 巴克斯 (1%)
- 雷根特 (0,7%)

## 旅游
摩泽尔种植区有以下旅游路线：
摩泽尔上游的卢森堡葡萄酒之路从巴特蒙多夫（Bad Mondorf）经过申根到瓦瑟比利希（Wasserbillig）。艾普令之旅则是在摩泽尔河上游的德国一侧。萨尔雷司令之路则是从瑟丽希到孔茨的萨尔河下游。鲁沃雷司令葡萄酒之路贯穿鲁沃河谷的下游。摩泽尔葡萄酒之路长达250公里从佩尔经过特里尔直达科布伦茨的德意志角
如果骑自行车，则可以走摩泽尔路线、萨尔路线和鲁沃路线。
徒步旅行者可以沿一条1910年开辟的，沿摩泽尔两岸山地的路线旅行。